# Orbis (časopis)
Orbis: časopis za književnost i umetnost je bio dvojezični časopis za književnost, umetnust i kulturu. Časopis je izlazio periodično na srpskom i mađarskom jeziku, to su u stvari sadržajem dva različita časopisa unutar istih korica.

## Izdavač
Izdavač časopisa je Umetnička radionica "Kanjiški krug" Kanjiža. Idejni tvorac i osnivač Kanjiškog kruga i časopisa Orbis je Ljubomir Đukić. Prvi glavni urednik bio je prof. dr Imre Pato. CIP

## Istorija časopisa
Časopis Orbis je proširena vizija i verzija književnog medija koji je jednu deceniju bio prisutan u savremenoj književnosti s akcentom na sadržinsku posebnost, dvojezičnu i tematsku osobenost, kao i kreativnu ekskluzivnost, za perspektivu korišćena višejezičnost, bogatstvo dveju kultura, međusobna saradnja umetnika, sloboda književne reči; stvarajući tako ambijent kvalitetnijeg i kritičnijeg mišljenja. Pored aktuelne tekuće književne produkcije časopis je objavljivao temate posvećene prevodilaštvu, književnoj, muzičkoj i likovnoj kritici. Bio je to časopis sa plemenitim utiskom evidentnog regionalnog književnog karaktera, nespornog literarnog uverenja i poverenja među mnogobrojnim saradnicima, kako među etabliranim tako i među mladim neafirmisanim piscima.
Orbis je nastao u vreme rasprave između onih koji su se zalagali za očuvanje tradicionalizma i onih koji su se zalagali za postmoderni multikulturalni egzistencijalizam. Časopis je pružao priliku stvaraocima koji su u svojim delima slobodno tumačili lične stavove, krajnje vrednosti ili istine. Intenzivni su bili kontasti različitog pogleda na stvarnost.

### Brojevi
Prvi broj objavljen u junu 1996, a poslednji u junu 2005. godine.

### Onlajn izdanje
Onlajn izdanje pojedinih štampanih brojeva časopisa Orbis od 1999 do 2002. godine, na srpskom jeziku dostupna su na stranicama magazina zEtna kao i na mađarskom jeziku.
1. 1999/2-3.
2. 1999/4.
3. 2000/1-2.
4. 2000/3.
5. 2000/4. Improvizovana muzika
6. 2001/1. Promišljanja , Poetički i eshatološki katalog Zorana Bognara , Ljubavni demon
7. 2001/2.
8. 2001/3. Jazz
9. 2001/4.